# Митровачка песма
Митровачка песма је културно догађање великог значаја у Сремској Митровици. Од 2002. године Фестивал „Митровачка песма“ организује и реализује центар за културу СИРМИУМАРТ. 

## Историјат
Културни догађај Митровачка песма је настао као замисао управе града Сремска Митровица и Пројекта "Ја волим СМ" и први пут одржан 2001. године у остварењу СИРМИУМАРТ А. Сам Фестивал осмишљен је као такмичење ауторских композиција које аутентичним звуком тамбурашког оркестра и својим текстом треба да негују традицију и посебности Сремске Митровице и њених житеља.

## Митровачка песма данас
Припреме за Фестивал почињу у мају, расписивањем јавног конкурса, а фестивалско вече одржава се у оквиру Новембарских дана. Стручна комисија додељује прву, другу и трећу награду за најуспешнију композицију, награду за најбољи текст и награду за најбољег вокалног солисту. Такође жири публике додељује награду за најуспешнију песму.